# Compsobuthus atrostriatus
Espèce
Synonymes
- Buthus atrostriatus Pocock, 1897
- Vachonus atrostriatus (Pocock, 1897)

Compsobuthus atrostriatus est une espèce de scorpions de la famille des Buthidae.

## Distribution
Cette espèce se rencontre au Pakistan et en Inde au Rajasthan.

## Description
La femelle syntype mesure 48 mm.

## Systématique et taxinomie
Cette espèce a été décrite sous le protonyme Buthus atrostriatus par Pocock en 1897. Elle est placée dans le genre Mesobuthus par Vachon en 1950, dans le genre Vachonus par Tikader et Bastawade en 1983 puis dans le genre Compsobuthus par Navidpour, Ezatkhah, Kovařík, Soleglad et Fet en 2011.

## Publication originale
- Pocock, 1897 : « Descriptions of some new species of scorpions from India. » Journal of the Bombay Natural History Society, vol. 11, p. 102–117 (texte intégral).